# Route nationale 1 (Nouvelle-Zélande)
Pour les articles homonymes, voir Route nationale 1.
 (février 2022).
Si vous disposez d'ouvrages ou d'articles de référence ou si vous connaissez des sites web de qualité traitant du thème abordé ici, merci de compléter l'article en donnant les références utiles à sa vérifiabilité et en les liant à la section « Notes et références ».
La route nationale 1 (SH 1) est la route la plus longue et la plus importante du réseau routier néo-zélandais. Elle traverse les deux îles principales. Elle apparaît sur les cartes routières sous le nom de SH 1 et sur les panneaux routiers sous la forme d'un chiffre blanc 1 sur un bouclier rouge, mais elle porte les désignations officielles SH 1N dans l'île du Nord et SH 1S dans l'île du Sud.